# 胡贝特·胡尔卡奇
胡贝特·胡尔卡奇（波蘭語：Hubert Hurkacz，波蘭語發音：[ˈxubɛrt ˈxurkatʂ]，1997年2月11日—）是波兰职业网球选手。胡尔卡奇于2024年8月达到职业生涯最高单打世界排名第六位，他目前是波兰第一男子网球选手。
在青少年时期，胡尔卡奇进入了2015年澳网男双决赛。2018年，他获得了在米兰举行的ATP新生代总决赛资格，在那里他击败了贾梅·安东尼·穆纳尔并输给了法蘭西斯·蒂亞弗和斯特凡诺斯·齐齐帕斯 。在2019年，他在温斯顿·塞勒姆决赛中击败伯諾瓦·帕爾雷，赢得了他的第一个ATP巡回赛冠军。2021年，胡爾卡奇打進溫布頓網球錦標賽四強，其中在該年八強戰中擊敗羅傑·費德勒，為其生涯最佳大滿貫成績。

## 早期经历和背景
胡尔卡奇来自一个运动员家庭。他的母亲Zofia Maliszewska-Hurkacz是波兰的少年网球冠军，他的两个叔叔都是网球运动员，而他的祖父是具有国际水平的排球运动员。当被问及这是否使他成为运动员时，胡尔卡奇回答：“ [运动]基因，家庭动机，对这项运动的热爱。我认为他们对我有很大帮助。” 
胡尔卡奇在他的母亲向他介绍这项运动后，于五岁开始打网球。胡贝特的母亲练习网球时，她的儿子正在看球，还想尝试一下。他的母亲以及他的父亲Krzysztof Hurkacz成为他的第一任老师。然后“ Hubi”开始上课，训练也越来越频繁。在电视上观看罗杰·费德勒的时候，他对职业网球产生了兴趣。胡尔卡奇在接受采访时表示，如果网球不是他未来的一部分，他很可能会选择篮球，赛车或继续他的学业。 2014年，胡尔卡奇成为最有才华的年轻波兰网球运动员之一，其中包括卡米尔·迈赫扎克和扬·杰林斯基。 

## 职业

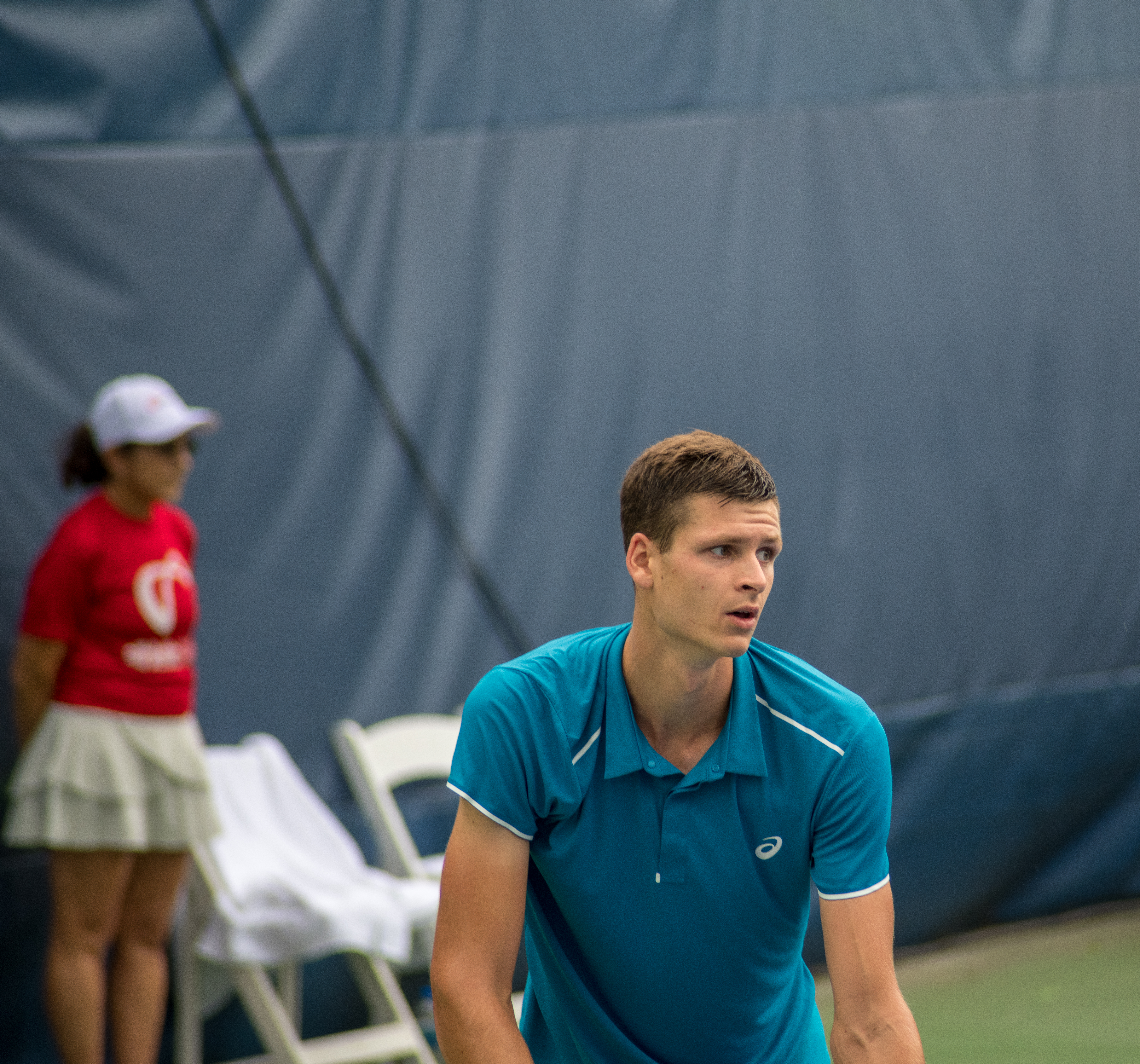
赫尔卡奇参加2018年华盛顿公开赛

胡尔卡奇2018年法国网球公开赛的正赛中出战，并在第一轮击败坦尼斯·桑德格倫。这标志着他在大满贯和ATP巡回赛比赛中的首场胜利。 他在第二轮中四盘不敌馬林·契利奇。 
八月份，胡尔卡奇首次亮相美国网球公开赛。他从资格赛开始打起，力争达到连续三次获得大满贯参赛资格。他也做到了，分别击败约翰-帕特里克·史密斯，叶戈尔·格拉西莫夫和佩德罗·马丁内斯 ，全部直落两盘，正式获得了美网正赛的参赛资格。他首轮面对斯蒂法諾·特拉瓦利亞 ，但对手和许多其他人一样，成为极端高温的受害者，于是选择了退赛。在第二轮中，胡尔卡奇输给了2014年美国网球公开赛冠军马林·契里奇。这是胡尔卡奇和西里奇之间的第二次会面。第一次是在当年法国网球公开赛的第二轮比赛中，当时胡尔卡奇参加了他的第一场大满贯赛，而对于声称自己在第一场对坦尼斯·桑德格伦的巡回赛中获胜感到「新鲜」。 
当年11月，胡尔卡奇参加了在米兰举行的2018年ATP新生代总决赛，在那里他击败了贾梅·安东尼·穆纳尔贾梅·安东尼·穆纳尔并输给了法蘭西斯·蒂亞弗和斯特凡诺斯·齐齐帕斯。在赛季末，胡尔卡奇获得了ATP年度最佳新人奖的提名。 

### 2019年：首个ATP冠军
胡尔卡奇在印度浦那举行的2019年马哈拉施特拉公开赛上开始了他的2019年赛季。他在堪培拉挑战赛中成功卫冕，在决赛中击败伊利亚·伊瓦什卡。胡尔卡奇紧随其后澳大利亚网球公开赛中首次亮相。他在墨尔本公园球场手轮比赛中遇到了面对巡回赛中最强的发球型选手伊沃·卡洛維奇 。 在赢得第一盘比赛之后，胡尔卡奇连输三盘最终输掉了比赛，这三盘全都进行了「抢七」。在2019年迪拜网球锦标赛上，他在第一轮击败了克朗坦·穆泰，然后打败了赛事头号种子锦织圭，这标志着他首次击遇到并击败了世界排名前十的对手。 胡尔卡奇在四分之一决赛中三盘败给当年赛事最终的冠军西西帕斯。 
3月，胡尔卡奇参加了2019年法国巴黎银行公开赛（印第安纳威尔斯大师赛），这是他职业生涯中第一次进入ATP1000大师赛1/4决赛。在进入四分之一决赛的过程中，他在第三轮击败了锦织圭，在第四轮击败了丹尼斯·沙波瓦洛夫。但在四分之一决赛中，他输给了罗杰·费德勒。在印第安维尔斯之后，胡尔卡奇取得了职业生涯世界排名单打新高，第54位。他继续参加2019年迈阿密公开赛，在第一轮比赛中击败了馬泰奧·貝雷蒂尼。在第二轮中，击败了2019年法国巴黎银行公开赛冠军多米尼克·蒂姆，然后在第三轮中输给了费利克斯·奥格·阿利西姆。
在2019年马德里公开赛上，胡尔卡奇击败了德·米纳尔和盧卡斯·普耶。然后第三轮中输给了亚历山大·兹维列夫。在当年法网第一轮输给了世界第一的诺瓦克·德约科维奇。
胡尔卡奇在2019年伊斯特本国际赛的第一轮比赛中表现积极，仅用一个多小时就击败了第七号种子马克·切奇纳托。然后他在第二轮打败史蒂夫·约翰逊。 在四分之一决赛中，胡尔卡奇输给了最终的冠军泰勒·弗里茨。
在温布尔登网球公开赛，胡尔卡奇职业生涯中第一次进入大满贯赛事的第三轮。他击败了杜尚·拉约维奇和莱昂纳多·梅耶尔，但在第三轮败给世界排名第一的诺瓦克·德约科维奇。 在2019年罗杰斯杯上，胡尔卡奇击败泰勒·弗里兹和西西帕斯，然后在第三轮输给了盖尔·蒙菲尔斯。两个星期后，胡尔卡奇在温斯顿-塞勒姆击败伯諾瓦·帕爾雷赢得他的第一个ATP巡回赛冠军。十月，胡尔卡奇在上海大师赛第二轮比赛中直落两盘击败盖尔·蒙菲尔斯。 在第三轮中，他输给了西西帕斯。

### 2020年：巴黎大师赛双打冠军，ATP排名前30名
在2020年ATP杯，胡尔卡奇击败了三名更高级别的对手：多米尼克·蒂姆，迭戈·施瓦兹曼和博尔纳·丘里奇。在ATP杯中失利后，他进入到奥克兰公开赛半决赛，连续击败洛伦佐·索内戈，米凯尔·伊梅尔和费利西亚诺·洛佩兹。 在2020年澳大利亚网球公开赛他成为第31号种子击败了丹尼斯·诺瓦克并进入第二轮，随后输给了约翰·米尔曼。
在鹿特丹公开赛，胡尔卡奇输给了在第一轮比赛中三盘输给西西帕斯。在双打的比赛中他与阿丽亚西姆合作进入四分之一决赛，他们击败了三号种子尼古拉·梅克蒂奇和韦斯利·库尔霍夫 。在2020年迪拜网球锦标赛上，胡尔卡奇在第一轮输给了亚历山大·布勃利克。
由于2019冠状病毒病疫情，网球赛事被迫停摆，在此期间胡尔卡奇与他的教练克雷格·博因顿在美国佛罗里达州的萨德尔学院训练。 
5月，胡尔卡奇参加了由网球频道主办的UTR职业比赛系列，这是在佛罗里达州西棕榈滩进行的为期两天的循环赛。 2020年5月8日至9日，包括胡贝特·胡尔卡奇，米奥米尔·科克马诺维奇，赖利·欧佩尔卡和汤米·保罗等60多位ATP球员参加了比赛。
8月，胡尔卡奇前往纽约市参加西南财团公开赛。在第一轮中，他输给了约翰·伊斯内尔。他随后参加2020年美国网球公开赛 ，并在第一轮打败彼得·戈乔奇克。在第二轮中，他输给了亚历杭德罗·戴维多维奇·福基纳。在奥地利公开赛作为第5轮种子在第一轮击败了索萨。在2020年罗马大师赛，胡尔卡奇击败2020年美网八强选手安德烈·卢布列夫，随后在第三轮中输给了八号种子迭戈·施瓦兹曼。 
胡尔卡奇在2020年法国公开赛，以29号种子亮相。在第一轮中，他五盘输给坦尼斯·桑格伦。 
胡尔卡奇和阿里亚西姆合作双打终结了卢卡斯·库伯特和马塞洛·梅洛的六连胜，在2020年劳力士巴黎大师赛上首次进入双打决赛。他们在决赛中击败了美国网球公开赛冠军帕维奇和布魯諾·蘇雷斯。 

### 2021年：大师赛冠军和世界排名前二十
胡尔卡奇在2021年的德拉海滩公开赛上以四号种子开始了自己的新赛季，他连续两年进入到ATP巡回赛的决赛中。在决赛中，他击败塞巴斯蒂安·科达赢得了他的第二个ATP冠军头衔。 接下来胡尔卡奇参加了在在澳大利亚墨尔本举办的大洋路公开赛，在那里他打入了单打和双打四分之一决赛。在随后的2021年澳大利亚网球公开赛中被列为26号种子，但在第一轮中败给米凯尔·伊梅尔。
3月，胡尔卡奇参加了2021年迈阿密公开赛。 他击败了丹尼斯·沙波瓦洛夫，米洛斯·拉奥尼克，斯特凡诺斯·西西帕斯，安德烈·鲁布列夫和詹尼克·辛纳，从而获得了他的第一个ATP1000大师赛冠军和第三个ATP冠军。通过在迈阿密获得冠军，他首次进入世界排名前20，并在4月初达到职业生涯最高排名第16位。

### 球员风格
胡尔卡奇是大力击球型选手，鉴于他身高1.98米，这不足为奇。他是一个高效的发球型选手，可以用正手和反手进行强力打击。但是，就像许多巡回赛更强大的球员一样，稳定性是一个问题。 胡尔卡奇在后场比较稳定，可以打出慢速，低平且危险的球。每个人都在谈论他的发球和正手，但他的反手甚至比正手更好。总的来说，他是一位出色的，多才多艺的球员，能够攻击，加速和防守，前世界排名前十的选手沃伊切赫·菲巴克也如此认为。 

### 教练
在早期（2010-2016年），胡尔卡奇由Filip Kańczuła执教。 2017年，他继续与波兰教练Alexander Charpantidis和Pawel Stadniczenko合作，Przemysław Piotrowicz负责体能。在2018年，胡尔卡奇决定与新西兰人Rene Moller合作，后者在同年晚些时候在米兰举行的ATP新生代总决赛中亮相。在他的指导下，胡尔卡奇赢得了堪培拉挑战赛冠军并跻身前世界前100名。在2019年法国巴黎银行公开赛上，胡尔卡奇开始与克雷格·博因顿建立教练伙伴关系，克雷格·波因顿曾与吉姆·考瑞尔，马尔迪·菲什 ，約翰·伊斯內爾 ，薩姆·奎里和Steve Johnson等球员合作。 

## 生涯統計
指引：
| W | F | SF | QF | #R | RR | LQ (Q#) | A | P | Z# | PO | SF-B | F-S | G | NMS | NH | NQ |

W：冠軍；F：亞軍；SF：四強；QF：八強；#R：前四輪；RR：小組賽；LQ：止步資格賽；A：缺席；P：比赛延期；Z#：戴维斯杯/联合会杯组别赛（#表示级别）；PO：參與戴維斯盃/联合会杯附加赛；SF-B：奧運會銅牌；F-S：奧運會銀牌；G：奧運會金牌；NMS：非ATP1000大師賽系列；NH：該賽事本年度未舉行；NQ：未入圍。

### 單打
統計至2024年巴黎大師賽
|               | 2015 | 2016 | 2017 | 2018 | 2019  | 2020  | 2021  | 2022  | 2023  | 2024  | 奪冠率      | 勝–負       | 勝率        |
| ------------- | ---- | ---- | ---- | ---- | ----- | ----- | ----- | ----- | ----- | ----- | ----------- | ----------- | ----------- |
| 大滿貫賽事    |      |      |      |      |       |       |       |       |       |       |             |             |             |
| 澳網          | A    | A    | A    | Q2   | 1R    | 2R    | 1R    | 2R    | 4R    | QF    | 0 / 6       | 9–6         | 60%         |
| 法網          | A    | A    | A    | 2R   | 1R    | 1R    | 1R    | 4R    | 3R    | 4R    | 0 / 7       | 9–7         | 56%         |
| 溫網          | A    | A    | A    | 1R   | 3R    | NH    | SF    | 1R    | 4R    | 2R    | 0 / 6       | 11–6        | 65%         |
| 美網          | A    | A    | A    | 2R   | 1R    | 2R    | 2R    | 2R    | 2R    | 2R    | 0 / 7       | 6–7         | 46%         |
| 勝–負         | 0–0  | 0–0  | 0–0  | 2–3  | 2–4   | 2–3   | 6–4   | 5–4   | 9–4   | 9–4   | 0 / 26      | 35–26       | 57%         |
| ATP年終賽     |      |      |      |      |       |       |       |       |       |       |             |             |             |
| 總決賽        | DNQ  | DNQ  | DNQ  | DNQ  | DNQ   | DNQ   | RR    | Alt   | RR    |       | 0 / 2       | 0–4         | 0%          |
| 國家代表      |      |      |      |      |       |       |       |       |       |       |             |             |             |
| 奧運          | NH   | A    | NH   | NH   | NH    | NH    | 2R    | NH    | NH    | A     | 0 / 1       | 1–1         | 50%         |
| ATP1000大師賽 |      |      |      |      |       |       |       |       |       |       |             |             |             |
| 印地安泉      | A    | A    | A    | A    | QF    | NH    | QF    | 4R    | 3R    | 2R    | 0 / 5       | 10–5        | 67%         |
| 邁阿密        | A    | A    | A    | A    | 3R    | NH    | W     | SF    | 3R    | 4R    | 1 / 5       | 15–4        | 79%         |
| 蒙地卡羅      | A    | A    | A    | A    | 1R    | NH    | 2R    | QF    | 3R    | 3R    | 0 / 5       | 8–5         | 62%         |
| 馬德里        | A    | A    | A    | A    | 3R    | NH    | 1R    | QF    | 3R    | 4R    | 0 / 5       | 8–5         | 62%         |
| 義大利        | A    | A    | A    | A    | Q1    | 3R    | 1R    | 1R    | 2R    | QF    | 0 / 5       | 5–5         | 50%         |
| 加拿大        | A    | A    | Q1   | Q1   | 3R    | NH    | QF    | F     | 3R    | QF    | 0 / 5       | 10–5        | 67%         |
| 辛辛那提      | A    | A    | A    | 1R   | 1R    | 1R    | 3R    | 2R    | SF    | QF    | 0 / 7       | 8–7         | 53%         |
| 上海          | A    | A    | A    | 1R   | 3R    | NH    | NH    | NH    | W     | A     | 1 / 3       | 8–2         | 80%         |
| 巴黎          | A    | A    | A    | A    | 1R    | 1R    | SF    | 2R    | QF    | 1R    | 0 / 6       | 7–6         | 54%         |
| 勝–負         | 0–0  | 0–0  | 0–0  | 0–2  | 12–8  | 2–3   | 16–7  | 17–8  | 20–8  | 13–7  | 2 / 46      | 80–44       | 65%         |
| 數據統計      |      |      |      |      |       |       |       |       |       |       |             |             |             |
|               | 2015 | 2016 | 2017 | 2018 | 2019  | 2020  | 2021  | 2022  | 2023  | 2024  | 奪冠率      | 勝–負       | 勝率        |
| 參賽          | 0    | 0    | 0    | 9    | 25    | 13    | 24    | 23    | 24    | 18    | 136         | 136         | 136         |
| 冠軍/決賽     | 0    | 0    | 0    | 0    | 1 / 1 | 0     | 3 / 3 | 1 / 2 | 2 / 3 | 1 / 2 | 8 / 11      | 8 / 11      | 8 / 11      |
| 勝負          | 0–0  | 1–3  | 0–4  | 7–11 | 25–24 | 15–13 | 36–23 | 41–21 | 46–24 | 40–19 | 211–142     | 211–142     | 211–142     |
| 勝率          | –    | 25%  | 0%   | 39%  | 51%   | 54%   | 61%   | 66%   | 66%   | 69%   | 60%         | 60%         | 60%         |
| 年終排名      | 620  | 383  | 238  | 86   | 37    | 34    | 9     | 10    | 9     | 16    | $16,363,930 | $16,363,930 | $16,363,930 |

### 雙打
| 大師賽   | 最佳成績（年份） | 最佳成績（年份） | 奪冠率 | 勝–負 | 勝率 |
| -------- | ---------------- | ---------------- | ------ | ----- | ---- |
| 印地安泉 | 2R               | 2023             | 0 / 4  | 1–3   | 25%  |
| 邁阿密   | W                | 2022             | 1 / 2  | 6–1   | 86%  |
| 蒙地卡羅 | 2R               | 2021             | 0 / 3  | 1–3   | 25%  |
| 馬德里   | SF               | 2022             | 0 / 3  | 3–3   | 50%  |
| 義大利   | 2R               | 2022             | 0 / 3  | 1–3   | 25%  |
| 加拿大   | SF               | 2022             | 0 / 4  | 5–4   | 56%  |
| 辛辛那提 | QF               | 2021             | 0 / 5  | 4–5   | 44%  |
| 上海     | 2R               | 2019             | 0 / 2  | 1–2   | 33%  |
| 巴黎     | W                | 2020             | 1 / 2  | 6–1   | 86%  |

## 主要賽事決賽

### ATP巡迴賽決賽

#### 單打：11次（8座冠軍，3座亞軍）
| 賽事級別             |
| -------------------- |
| 大滿貫（0-0）        |
| ATP1000大師賽（2-1） |
| ATP500賽（1-2）      |
| ATP250賽（5-0）      |

| 場地材質    |
| ----------- |
| 硬地（6-2） |
| 紅土（1-0） |
| 草地（1-1） |

| 場地類型    |
| ----------- |
| 室外（6-2） |
| 室內（2-1） |

| 賽果 | 勝–負 | 日期       | 賽事                        | 級别   | 場地類型 | 對手                     | 比分                |
| ---- | ----- | ---------- | --------------------------- | ------ | -------- | ------------------------ | ------------------- |
| 勝   | 1–0   | 2019年8月  | 美國溫斯頓-塞勒姆網球公開賽 | 250賽  | 硬地     | 伯諾瓦·帕爾雷            | 6–3、3–6、6–3       |
| 勝   | 2–0   | 2021年1月  | 美國德爾雷比奇網球公開賽    | 250賽  | 硬地     | 塞巴斯蒂安·科達          | 6–3、6–3            |
| 勝   | 3–0   | 2021年4月  | 美國邁阿密網球公開賽        | 大師賽 | 硬地     | 揚尼克·辛納              | 7–6(7–4)、6–4       |
| 勝   | 4–0   | 2021年9月  | 法國摩澤爾公開賽            | 250賽  | 室內硬地 | 巴勃羅·卡雷尼奧·布斯塔   | 7–6(7–2)、6–3       |
| 勝   | 5–0   | 2022年6月  | 德國哈雷網球公開賽          | 500賽  | 草地     | 丹尼爾·梅德韋傑夫        | 6–1、6–4            |
| 負   | 5–1   | 2022年8月  | 加拿大網球公開賽            | 大師賽 | 硬地     | 巴勃羅·卡雷尼奧·布斯塔   | 6–3、3–6、3–6       |
| 勝   | 6–1   | 2023年2月  | 法國13網球公開賽            | 250賽  | 室內硬地 | 邦雅曼·邦齊              | 6–3、7–6(7–4)       |
| 勝   | 7–1   | 2023年10月 | 中國上海大師賽              | 大師賽 | 硬地     | 安德烈·盧布列夫          | 6–3、3–6、7–6(10–8) |
| 負   | 7–2   | 2023年10月 | 瑞士室內賽                  | 500賽  | 室內硬地 | 費利克斯·奧熱-阿利亞西姆 | 6–7(3–7)、6–7(5–7)  |
| 勝   | 8–2   | 2024年4月  | 葡萄牙埃什托里爾網球公開賽  | 250賽  | 紅土     | 佩德羅·馬丁內斯          | 6–3、6–4            |
| 負   | 8–3   | 2024年6月  | 德國哈雷網球公開賽          | 500賽  | 草地     | 揚尼克·辛納              | 6–7(8–10)、6–7(2–7) |

#### 雙打：5次（4座冠軍，1座亞軍）
| 賽事級別             |
| -------------------- |
| 大滿貫（0-0）        |
| ATP1000大師賽（2-0） |
| ATP500賽（0-1）      |
| ATP250賽（2-0）      |

| 場地材質    |
| ----------- |
| 硬地（3-1） |
| 紅土（0-0） |
| 草地（1-1） |

| 場地類型    |
| ----------- |
| 室外（2-1） |
| 室內（2-0） |

| 賽果 | 勝–負 | 日期       | 賽事                   | 級别   | 場地類型 | 搭檔            | 對手                            | 比分                       |
| ---- | ----- | ---------- | ---------------------- | ------ | -------- | --------------- | ------------------------------- | -------------------------- |
| 勝   | 1–0   | 2020年11月 | 法國巴黎大師賽         | 大師賽 | 室內硬地 | 奧熱-阿利亞西姆 | 馬特·帕維奇 布魯諾·蘇雷斯       | 6–7(3–7)、7–6(9–7)、[10–2] |
| 負   | 1–1   | 2021年6月  | 德國哈雷網球公開賽     | 500賽  | 草地     | 奧熱-阿利亞西姆 | 凱文·克拉維茨 霍里亞·特卡烏     | 6–7(4–7), 4–6              |
| 勝   | 2–1   | 2021年9月  | 法國摩澤爾公開賽       | 250賽  | 室內硬地 | 揚·傑林斯基     | 雨果·尼斯 亞瑟·瑞德克內希       | 7–5、6–3                   |
| 勝   | 3–1   | 2022年4月  | 美國邁阿密網球公開賽   | 大師賽 | Hard     | 約翰·伊斯內爾   | 衛斯理·庫爾霍夫 尼爾·斯庫普斯基 | 7–6(7–5)、6–4              |
| 勝   | 4–1   | 2022年6月  | 德國斯圖加特網球公開賽 | 250賽  | 草地     | 馬特·帕維奇     | 提姆·普特茲 邁克爾·維納斯       | 7–6(7–3)、7–6(7–5)         |

## 外部連結
- 胡贝特·胡尔卡奇（英文/西班牙文）的官方資料
- 胡贝特·胡尔卡奇的官方资料